# Episodi di Wolfblood - Sangue di lupo (quinta stagione)
La quinta stagione della serie televisiva Wolfblood - Sangue di lupo è stata trasmessa in prima visione assoluta nel Regno Unito sul canale CBBC Channel dal 27 febbraio 2017 al 1 maggio 2017.
In Italia la stagione è stata trasmessa su Rai Gulp.
| nº | Titolo originale          | Titolo italiano            | Prima TV UK      | Prima TV Italia   |
| -- | ------------------------- | -------------------------- | ---------------- | ----------------- |
| 1  | Brave New World           | Il nuovo mondo             | 27 febbraio 2017 | 31 agosto 2018    |
| 2  | The Once and Future Alpha | L'unico vero Alfa          | 6 marzo 2017     | 31 agosto 2018    |
| 3  | The Dawnus Torc           | Un collare prezioso        | 13 marzo 2017    | 1º settembre 2018 |
| 4  | The Shadow in the Light   | Un'ombra nella luce        | 20 marzo 2017    | 1º settembre 2018 |
| 5  | Humans                    | Umani                      | 27 marzo 2017    | 2 settembre 2018  |
| 6  | The Last Dark Moon        | L'ultima luna nuova        | 3 aprile 2017    | 2 settembre 2018  |
| 7  | Torn                      | Una scelta lacerante       | 10 aprile 2017   | 3 settembre 2018  |
| 8  | The One Who Sees          | Colui che vede             | 17 aprile 2017   | 3 settembre 2018  |
| 9  | The War With the Humans   | In guerra contro gli umani | 24 aprile 2017   | 4 settembre 2018  |
| 10 | United We Stand           | L'unione fa la forza       | 1º maggio 2017   | 4 settembre 2018  |